# Jean Stanislaus Stolzmann
Jean Stanislaus Stolzmann (Varsavia, 1854 – Varsavia, 28 aprile 1928) è stato un ornitologo polacco.
La prima spedizione scientifica a cui partecipò fu in Perù nel 1871.
I principali studi riguardano gli uccelli neotropicali.